# Discriminação contra pessoas não binárias
A discriminação contra pessoas não binárias — aquelas que não se identificam como exclusivamente homens ou mulheres — pode ocorrer em contextos sociais, jurídicos ou médicos. As pessoas binárias (homens e mulheres), sejam cisgênero ou transgênero, incluindo membros das comunidades de lésbicas, gays e bissexuais, podem exibir esse preconceito.

## Terminologia
Os termos usados para descrever a discriminação contra indivíduos não binários são neologismos. Um deles é enbymisia (em inglês:  enebemisia). A palavra enby, prefixada em enbymisia, é uma gíria LGBT que deriva da pronúncia ortográfica de NB, abreviatura para não-binariedade, entretanto é vista por alguns como infantil. Outro termo, usado para descrever o sexismo contra a população não binária, é "exorsexismo", com prefixo "EXOR" significando "ou exclusivo" (em inglês:  exclusive or). O sintagma binarismo de gênero e a palavra generismo são comumente aplicados para descrever essa situação, embora sejam mais abrangentes.

## Discriminação social
Para pessoas adeptas de teoria e sistema binário de gênero, a existência da não binariedade e da identidade genderqueer pode ser considerada ininteligível e rejeitada.
A discriminação social, no contexto do preconceito contra pessoas não binárias e não conformes ao gênero, inclui violência motivada pelo ódio e políticas de respeitabilidade. De acordo com um estudo de 2016 do The Journal of Sex Research, um dos temas mais comuns de discriminação para pessoas que gostam de gênero é o uso incorreto de pronomes de gênero preferidos. O estudo chamou isso de 'não afirmação' e ocorre quando outros não afirmam o senso de identidade de gênero. Os participantes deste estudo também relataram ter experimentado policiamento de gênero. Um artigo do livro Violence and Gender, afirma que essa violência e discriminação experimentadas levam a altos níveis de estresse. Este artigo afirmou que as participantes não binárias têm menos probabilidade de experimentar discurso de ódio (24,4% vs. 50%) em comparação aos homens trans e igualmente tão provável (24,4% vs. 24,4%) quanto as mulheres trans, mas participantes genderqueer/não binários, juntamente a mulheres trans, têm mais probabilidade do que outros indivíduos trans de se preocupar com a segurança de si mesmos e de outras pessoas.

## Discriminação jurídica

### Austrália
A Lei de Discriminação Sexual de 1984 não protegia explicitamente as pessoas não binárias da discriminação até a Lei de Emenda à Discriminação Sexual (Orientação Sexual, Identidade de Gênero e Estado Intersexo) de 2013, que proibia qualquer discriminação com base em "identidade de gênero" e "estado intersexo". Esta emenda também removeu o uso de "outro" e "sexo oposto" em troca de termos mais amplos, como "sexo diferente".
Em 2014, o Suprema Corte da Austrália reconheceu legalmente não binário como uma categoria para as pessoas se identificarem em documentos legais. Depois que Norrie May-Welby fez um pedido para uma terceira identidade de gênero nos documentos legais e acabou sendo negada, Norrie decidiu levar o assunto à Comissão de Direitos Humanos da Austrália e ao Tribunal de Apelação. Após uma batalha legal de quatro anos, iniciada em 2010, Norrie finalmente venceu o caso. A partir disso e da legalização do assunto em Nova Gales do Sul, o Território da Capital Australiana tomou a decisão de aprovar uma lei que reconhecia identidades não binárias. Vários outros estados e territórios seguiram o exemplo depois.

### Canadá
Em 2002, os Territórios do Noroeste foram a primeira das províncias do Canadá a incluir explicitamente a identidade de gênero como um grupo protegido da discriminação sob a lei, seguido por Manitoba em 2012. Em 2015, todas as províncias e territórios canadenses haviam incluído mudanças semelhantes em suas leis de discriminação.
Em 2017, o Canadá aprovou o projeto de lei C-16, que reconheceu formalmente pessoas não binárias de gênero e concedeu a elas proteção sob a lei contra a discriminação com base em "identidade de gênero" e "expressão de gênero".

### Estados Unidos
Apesar de serem mais propensos a atingir níveis mais altos de educação quando comparados ao público em geral,:11 90% dos indivíduos não binários enfrentam discriminação, geralmente na forma de assédio no local de trabalho. Dezenove por cento das pessoas que se interessam por gênero relatam perda de emprego como resultado de suas identidades. Leis antidiscriminatórias que proíbem a discriminação especificamente contra indivíduos não binários não existem. No entanto, o Título VII e a atual versão proposta da Lei Federal de Não Discriminação do Emprego usam termos como "identidade de gênero" e "expressão de gênero", categorias nas quais os indivíduos não binários se enquadram devido ao fato de sua expressão de género não pode ser definida como masculino ou feminino.
Em 2004, Jimmie Smith foi demitido do Corpo de Bombeiros em Salem, Ohio, após revelar seu diagnóstico de Transtorno de Identidade de Gênero e suas intenções de passar por uma transição de homem para mulher. O tribunal distrital determinou que o motivo da rescisão ocorreu por causa de sua "transexualidade" e não por sua não conformidade de gênero. O caso foi apelado ao Sexto Circuito, que anulou a decisão e esclareceu aos tribunais que, sob o Título VII, a discriminação sexual deveria ser considerada mais ampla do que apenas as suposições tradicionais de sexo.
Atualmente, doze estados possuem legislação que proíbe a discriminação com base na identidade de gênero. Apesar desses esforços, indivíduos não binários estão sujeitos a taxas mais altas de agressão física e sexual e assédio policial do que aqueles que se identificam como homens ou mulheres, provavelmente devido à sua expressão ou apresentação de gênero.

#### Documentos de identidade
Segundo o Transgender Law Center, 70% das pessoas trans não conseguem atualizar seus documentos de identidade e um terço foi assediado, agredido ou recusado ao procurar serviços básicos, e um terço não consegue atualizar seus documentos de identidade. documentos pós-transição.
Em 2016, o Departamento de Estado dos EUA foi processado por negar um passaporte a Dana Zzyym, que é veterana, uma pessoa intersexo e depois também identificada como uma pessoa não binária. Zzyym escreveu "intersexo" em seu formulário de passaporte em vez de masculino ou feminino, que eram os únicos dois campos de gênero disponíveis no formulário. O passaporte foi negado a Zzyym, o que levou as organizações de advocacia LGBTQ a entrar com uma ação contra o Departamento de Estado dos EUA em nome de Zzyym. O grupo de advocacia Lambda Legal defendeu termos de gênero neutro e uma terceira opção nos passaportes dos EUA, argumentando que os campos de passaporte existentes violavam a cláusula de processo devido e a cláusula de proteção igual da Constituição dos EUA. O Departamento de Estado argumentou que a adição de campos de gênero adicionais ao formulário de passaporte impediria os esforços da agência para combater o roubo de identidade e a fraude de passaporte. O Décimo Circuito do Tribunal decidiu em favor de Zzyym, a primeira vez na história dos EUA que o governo federal reconheceu pessoas não binárias.
Atualmente, a Califórnia, o distrito de Columbia, a cidade de Nova York, o estado de Nova York, Iowa, Vermont, Oregon e o estado de Washington removeram o requisito cirúrgico para concluir uma alteração na certidão de nascimento. Nesses estados, para alterar o sexo em uma certidão de nascimento, é necessário preencher um formulário padronizado, mas não são necessárias aprovações legais ou médicas. Em Washington DC, o candidato preenche a metade superior do formulário e um profissional de saúde ou serviço social deve preencher a metade inferior. Uma pessoa pode enfrentar obstáculos para obter uma ordem judicial para fazer uma alteração nos documentos de outros estados. Tennessee é o único estado que possui um estatuto específico que proíbe alterar a designação de gênero em uma certidão de nascimento devido a cirurgia de gênero, enquanto Idaho e Ohio têm a mesma proibição, mas por decisão judicial e não por estatuto; e em Porto Rico, um território dos EUA, um tribunal decidiu que os marcadores de gênero não poderiam ser alterados nos documentos de identidade sob nenhuma circunstância.
Na Califórnia, a Lei de Reconhecimento de Gênero de 2017 foi introduzida no Senado Estadual em Sacramento em janeiro de 2017 e sancionada pelo governador Jerry Brown em 19 de outubro. A lei reconhece uma terceira opção de gênero conhecida como "não binária", que pode ser usada em documentos emitidos pelo estado, como carteiras de motorista, para refletir com mais precisão o sexo de uma pessoa. O projeto de lei do Senado SB179 foi originalmente elaborado pelos senadores estaduais Toni Atkins e Scott Wiener. A lei também facilita a alteração de documentos existentes, removendo os requisitos para declarações juramentadas pelos médicos e substituindo-os por um atestado juramentado pela pessoa que procura fazer a alteração em seus documentos. O diretor executivo da Igualdade Califórnia comentou: "Cabe a um indivíduo - não a um juiz ou mesmo a um médico - definir a identidade de gênero de uma pessoa".
Os dois primeiros cidadãos dos EUA a receberem um tribunal que decretou sexo não binário foram no Oregon e na Califórnia. No Oregon, Jamie Shupe conseguiu obter uma designação não binária em junho de 2016 após uma breve batalha legal. Seguindo os passos de Shupe, a moradora da Califórnia Sarah Kelly Keenan também conseguiu legalmente mudar seu marcador de gênero para não binário em setembro de 2016. Depois que Shupe e Keenan tiveram sucesso com seus casos, mais pessoas foram inspiradas a enfrentar a batalha legal de mudar de gênero para um marcador não binário. Com a ajuda de organizações como o Intersex & Genderqueer Recognition Project, dezenas dessas petições foram concedidas e outros estados alteraram os regulamentos para fornecer uma terceira opção de gênero na identificação do estado, certidões de nascimento ou ordens judiciais.

### Reino Unido
Não binário é reconhecido como um gênero legal no Reino Unido em 16 de junho de 2020. A Lei de Reconhecimento de Gênero de 2004 permitiu que as pessoas solicitassem ao Painel de Reconhecimento de Gênero uma mudança de gênero após viverem como o gênero que desejavam exibir em todos os seus documentos legais e receberem um diagnóstico de disforia de gênero por pelo menos dois profissionais de saúde. No entanto, essa mudança de gênero só permitiu uma mudança de homem para mulher ou vice-versa.
Em 2006, foi introduzida a Lei de Cartões de Identidade de 2006, que emitiu documentos com marcadores binários de gênero para residentes no Reino Unido e os vinculou de volta ao banco de dados do National Identity Register. A Lei dos Documentos de Identidade de 2010 tornou todos esses cartões inválidos e exigiu sua destruição imediata.